# Hammam turc à Grabovac
Le hammam turc à Grabovac (en serbe cyrillique : Турски амам у Грабовцу ; en serbe latin : Turski amam u Grabovcu) se trouve à Grabovac, dans la municipalité de Svilajnac et dans le district de Pomoravlje, en Serbie. Il est inscrit sur la liste des monuments culturels de grande importance de la République de Serbie (identifiant no SK 150).

## Présentation
Le hammam se trouve à quelques centaines de mètres au nord du village, sur la route Svilajnac-Despotovac, au lieu-dit Banja (« le bain »). L'édifice est aujourd'hui en ruines. Il n'en reste que la partie centrale avec les murs latéraux et des pendentifs sur lesquels reposaient une grande coupole. En se fondant sur les parties restantes, on peut constater que le bâtiment était représentatif de l'époque de l'époque de l'épanouissement de l'architecture islamique dans cette partie de la Serbie. Par son style, il peut être daté de la seconde moitié du XVIe siècle.
Le hammam a été rendu polychrome grâce à une alternance horizontale de pierres jaunes, de mortier de chaux et de briques. La décoration est renforcée par la présence d'arcs brisés à la façon orientale qui, sortant du mur, donnent du relief et permettent un jeu sur l'ombre et la lumière.
Par ses dimensions et son traitement architectural, ce hammam est considéré comme l'un des monuments les plus importants de l'art islamique en Serbie.